# Joan Català
Joan Català (1978) és un professional de les arts escèniques.
Net, fill i germà de ferrers, va entrar en contacte amb el món de les arts escèniques mentre estudiava a l'Escola de la Llotja, el 1994. Es va continuar formant passant per diverses escoles entre 1999 i 2005, entre les qualse destaca Carampa de Madrid, Rogelio Rivel de Barcelona o l'Escola Nacional de circ de Moscou, on es va especialitzar en treballs dels portes i en equilibris acrobàtics. També es va formar com a ballarí contemporani, i va aprendre les tècniques del teatre de gest de la mà de professionals com Mal Pelo, Michel Dellaire, Iñaki Azpillaga, Àngels Margarit, Thomas Hauert o David Zambrano, entre d'altres. Des de 2005 ha col·laborat i actuat amb companyies d'arreu del món, amb les companyies Daraomai, Circus Klezmer, Los 2Play i Cia. Mudances-Angels Margarit.
El 2012 va col·laborar amb Eulàlia Ayguadé a l’espectacle Little Me, que es va presentar al festival Salmon el mateix any. El mateix any va presentar el seu propi espectacle, PELAT que seria presentat un any més tard a Fira Tàrrega. Es tracta d'una performance que esborra les fronteres entre la dansa, el circ i el teatre, i que evoluciona amb la interacció de l'espectador. Al llarg dels anys, PELAT s'ha presentat a diversos festivals catalans i internacionals. Es tracta d'un espectacle aparentment bàsic, on, amb un pal de quatre metres i una galleda, genera una complicitat amb els espectadors.
El mateix 2013 realitzaria el projecte d'investigació escènica Caída libre amb Iris Heitzinger, i el 2017 va presentar el projecte 5100 amb Roser Tutusaus. Ha col·laborat amb bona part de les institucions escèniques catalanes, com el Festival Sismògraf, el Mercat de les Flors o el Graner, entre d'altres
Actualment prepara l'espectacle Idiòfona, que s'espera que presenti oficilament el 2023. Es tracta d'un espectacle que és una barreja entre teatre físic, dansa, arts plàstiques i que comptarà amb una activa participació del públic.